# Dipsadoboa brevirostris
Dipsadoboa brevirostris là một loài rắn trong họ Rắn nước. Loài này được Sternfeld mô tả khoa học đầu tiên năm 1908.